# Ботсвана на літніх Олімпійських іграх 2016
Ботсвана на літніх Олімпійських ігор 2016 була представлена 11 спортсменами в трьох видах спорту. Жодної медалі олімпійці Ботсвани не завоювали.

## Спортсмени
| Дисципліна     | Чоловіки | Жінки | Разом |
| -------------- | -------- | ----- | ----- |
| Легка атлетика | 6        | 2     | 8     |
| Дзюдо          | 1        | 0     | 1     |
| Плавання       | 1        | 1     | 2     |
| Разом          | 8        | 3     | 11    |

## Легка атлетика
Легенда
- Note – для трекових дисциплін місце вказане лише для забігу, в якому взяв участь спортсмен
- Q = пройшов у наступне коло напряму
- q = пройшов у наступне коло за добором (для трекових дисциплін - найшвидші часи серед тих, хто не пройшов напряму; для технічних дисциплін - увійшов до визначеної кількості фіналістів за місцем якщо напряму пройшло менше спортсменів, ніж визначена кількість)
- NR = Національний рекорд
- N/A = Коло відсутнє у цій дисципліні
- Bye = спортсменові не потрібно змагатися у цьому колі

Трекові і шосейні дисципліни
Чоловіки
| Спортсмен                                                                                     | Дисципліна      | Попередній забіг | Попередній забіг | Півфінал        | Півфінал        | Фінал           | Фінал           |
| Спортсмен                                                                                     | Дисципліна      | Результат        | Місце            | Результат       | Місце           | Результат       | Місце           |
| --------------------------------------------------------------------------------------------- | --------------- | ---------------- | ---------------- | --------------- | --------------- | --------------- | --------------- |
| Ісаак Маквала                                                                                 | 400 м           | 45.91            | 3 Q              | 46.60           | 8               | Завершив виступ | Завершив виступ |
| Карабо Сібанда                                                                                | 400 м           | 45.56            | 3 Q              | 44.47           | 3 q             | 44.25           | 5               |
| Баболокі Тхебе                                                                                | 400 м           | 45.41            | 3 Q              | DNS             | DNS             | Завершив виступ | Завершив виступ |
| Найджел Амос                                                                                  | 800 м           | 1:50.46          | 7                | Завершив виступ | Завершив виступ | Завершив виступ | Завершив виступ |
| Бойтумело Масіло                                                                              | 800 м           | 1:48.48          | 6                | Завершив виступ | Завершив виступ | Завершив виступ | Завершив виступ |
| Найджел Амос Ісаак Маквала Леанаме Маотоанонг Онкабетсе Нкоболо Карабо Сібанда Баболокі Тхебе | 4 × 400 m relay | 2:59.35 NR       | 3 Q              | Н/Д             | Н/Д             | 2:59.06 NR      | 5               |

Жінки
| Спортсменка         | Дисципліна | Попередній забіг | Попередній забіг | Півфінал         | Півфінал         | Фінал            | Фінал            |
| Спортсменка         | Дисципліна | Результат        | Місце            | Результат        | Місце            | Результат        | Місце            |
| ------------------- | ---------- | ---------------- | ---------------- | ---------------- | ---------------- | ---------------- | ---------------- |
| Крістін Ботлогетсве | 400 м      | 52.37            | 4                | Завершила виступ | Завершила виступ | Завершила виступ | Завершила виступ |
| Лілія Джеле         | 400 м      | 52.24            | 4                | Завершила виступ | Завершила виступ | Завершила виступ | Завершила виступ |

## Дзюдо
| Спортсмен    | Категорія           | 1/32 фіналу        | 1/16 фіналу               | 1/8 фіналу         | Чвертьфінали       | Півфінали          | Втішний поєдинок   | Фінал / БМ         | Фінал / БМ      |
| Спортсмен    | Категорія           | Суперник Результат | Суперник Результат        | Суперник Результат | Суперник Результат | Суперник Результат | Суперник Результат | Суперник Результат | Місце           |
| ------------ | ------------------- | ------------------ | ------------------------- | ------------------ | ------------------ | ------------------ | ------------------ | ------------------ | --------------- |
| Гевін Могопа | до 60 кг (чоловіки) | Bye                | Петршиков (CZE) L 000–110 | Завершив виступ    | Завершив виступ    | Завершив виступ    | Завершив виступ    | Завершив виступ    | Завершив виступ |

## Плавання
| Спортсмен            | Дисципліна                       | Попередній заплив | Попередній заплив | Півфінал         | Півфінал         | Фінал            | Фінал            |
| Спортсмен            | Дисципліна                       | Час               | Місце             | Час              | Місце            | Час              | Місце            |
| -------------------- | -------------------------------- | ----------------- | ----------------- | ---------------- | ---------------- | ---------------- | ---------------- |
| Давід ван дер Кольфф | 100 метрів на спині (чоловіки)   | 57.77             | 35                | Завершив виступ  | Завершив виступ  | Завершив виступ  | Завершив виступ  |
| Наомі Руеле          | 50 метрів вільним стилем (жінки) | 26.23             | 47                | Завершила виступ | Завершила виступ | Завершила виступ | Завершила виступ |